# Konrad Ciszek
Konrad Ciszek (* 4. Oktober 2007) ist ein polnischer Fußballspieler. Er spielt als linker Mittelfeldspieler für den polnischen Erstligisten Korona Kielce.

## Karriere

### Verein
Konrad Ciszek wechselte am 30. Januar 2025 zu Korona Kielce. Sein Vertrag läuft bis zum 31. Dezember 2027. Seine Hauptposition ist das linke Mittelfeld, er kann aber auch als linker Verteidiger oder Innenverteidiger eingesetzt werden.
Sein Profidebüt für Korona Kielce gab er in der vorherigen Saison. Seinen längsten Einsatz mit 63 Minuten hatte er in der gleichen Saison in der Ekstraklasa bei einem Spiel gegen Górnik Zabrze. In der aktuellen Saison kam er bei der 0:2-Niederlage gegen Legia Warschau für neun Minuten zum Einsatz.